# TMEM211
TMEM211 (англ. Transmembrane protein 211) – білок, який кодується однойменним геном, розташованим у людей на довгому плечі 22-ї хромосоми. Довжина поліпептидного ланцюга білка становить 200 амінокислот, а молекулярна маса — 21 740.
| 10         |  | 20         |  | 30         |  | 40         |  | 50         |
| ---------- |  | ---------- |  | ---------- |  | ---------- |  | ---------- |
| MLSSVWVALG |  | LSLTCTSAFS |  | LISPAWFQTP |  | TFSFGILTYC |  | SWPQGNSWNQ |
| SCVTFSSLED |  | IPDFAWKVSA |  | VMLLGGWLLL |  | AFNAIFLLSW |  | AVAPKGLCPR |
| RSSVPMPGVQ |  | AVAATAMIVG |  | LLIFPIGLAS |  | PFIKEVCEAS |  | SMYYGGKCRL |
| GWGYMTAILN |  | AVLASLLPII |  | SWPHTTKVQG |  | RTIIFSSATE |  | RIIFVPEMNK |
|            |  |            |  |            |  |            |  |            |

A: Аланін

C: Цистеїн

D: Аспарагінова кислота

E: Глутамінова кислота

F: Фенілаланін

G: Гліцин

H: Гістидин

I: Ізолейцин

K: Лізин

L: Лейцин

M: Метіонін

N: Аспарагін

P: Пролін

Q: Глутамін

R: Аргінін

S: Серин

T: Треонін

V: Валін

W: Триптофан

Локалізований у мембрані.